# Piasecki HRP Rescuer
Piasecki HRP Rescuer (còn gọi là Harp) là một loại trực thăng vận tải/cứu hộ của Hoa Kỳ, do Frank Piasecki thiết kế và hãng Piasecki Helicopter chế tạo.

## Biến thể

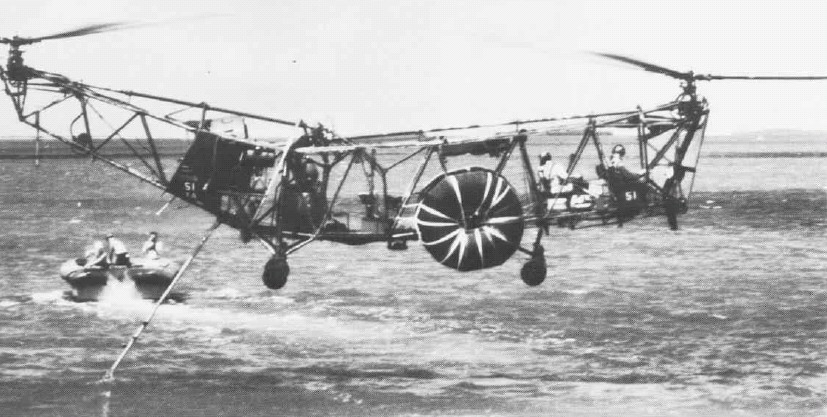
HRP không có vỏ, chụp năm 1953.

PV-3
XHRP-1
HRP-1
HRP-1G
HRP-2

## Quốc gia sử dụng
Hoa Kỳ
- Bảo vệ Bờ biển Hoa Kỳ
- Thủy quân Lục chiến Hoa Kỳ
- Hải quân Hoa Kỳ

## Tính năng kỹ chiến thuật (HRP-2)
Dữ liệu lấy từ The Illustrated Encyclopedia of Aircraft 1985, p. 2716.
Đặc điểm tổng quát
- Kíp lái: 2
- Sức chứa: 8 người hoặc 2.000 lb. (907kg) hàng hóa hoặc 6 cáng tải thương
- Chiều dài: 54 ft 0 in (16.46 m)
- Đường kính rô-to chính:  2×  41 ft 0 in (12.50 m)
- Chiều cao: 14 ft 10 in (4.52 m)
- Diện tích rô-to chính: 2,640.51 ft2 (245.30 m2)
- Trọng lượng rỗng: 5301 lb (2404 kg)
- Trọng lượng có tải: 7225 lb (3277 kg)
- Động cơ: 1 × Pratt & Whitney R-1340-AN-1, 600 hp (447 kW)

Hiệu suất bay
- Vận tốc cực đại: 105 mph (169 km/h)
- Tầm bay: 300 dặm (483 km)
- Trần bay: 8.530 ft (2.600 m)